# Referendum consultivo in provincia di Belluno del 2017
Il referendum consultivo in provincia di Belluno del 2017 si è tenuto il 22 ottobre, in concomitanza col referendum consultivo regionale, con l'obiettivo di sondare la volontà degli elettori in merito alla possibilità per la provincia di richiedere una maggiore autonomia attraverso l'attribuzione di funzioni aggiuntive e delle connesse risorse finanziarie.
La votazione è stata indetta col decreto del 21 luglio 2017 n. 41 dal presidente facente funzioni su mandato del consiglio provinciale e dell'assemblea dei sindaci. Il risultato, avendo partecipato al voto della maggioranza assoluta degli aventi diritto, è valido.

## Storia

### Costi organizzativi
Le spese stanziate a bilancio dalla provincia per l'organizzazione del referendum ammontano a 300 000 euro.

## Il quesito e la scheda
- Colore scheda: rosa
- Motto: Referendum provinciale consultivo per una maggiore autonomia della Provincia di Belluno

## Posizioni delle forze politiche in consiglio provinciale
| Gruppo                                 | Consiglieri | Indicazione di voto | Fonte |
| -------------------------------------- | --- | ------------------- | ----- |
| Provincia di Belluno - Progetto comune | Roberto Padrin (presidente), Amalia Serenella Bogana, Pier Luigi Svaluto Ferro, Jacopo Massaro, Paolo Vendramini, Calogero Matteo Trinceri, Silvia Tormen | Sì                  | [ 5 ] |
| Per le autostrade del futuro           | Renata Dal Farra | Sì                  | [ 5 ] |
| Consiglieri e sindaci per l'autonomia  | Ivan Minella | Sì                  | [ 5 ] |

## Risultati
Gli elettori chiamati al voto in provincia di Belluno sono 209 678, suddivisi in 247 sezioni elettorali di 64 comuni.
I seggi elettorali sono aperti dalle ore 7:00 alle 23:00 nella sola giornata di domenica 22 ottobre 2017.

### Affluenza alle urne
| Affluenza | ore 23:00 |
| --------- | --------- |
| Belluno   | 52,25%    |

Fonte: Provincia di Belluno

### Scrutinio
|                | Totali  | Percentuale | Percentuale           | Quorum    |
| -------------- | ------- | ----------- | --------------------- | --------- |
| Elettori       | 209 678 |             |                       |           |
| Votanti        | 109 553 | 52,25%      | (su 209 678 elettori) | RAGGIUNTO |
| Schede bianche | 353     | 0,32%       | (su 209 678 votanti)  |           |
| Voti nulli     | 237     | 0,22%       | (su 209 678 votanti)  |           |
| Voti validi    | 108 963 | 99,46%      | (su 209 678 votanti)  |           |

| Opzioni di voto      |    | Voti    | %      |
| -------------------- | -- | ------- | ------ |
| RISPOSTA AFFERMATIVA | Sì | 107 519 | 98,67% |
| RISPOSTA NEGATIVA    | No | 1 444   | 1,33%  |
| Totale               |    | 108 963 | 100%   |

Fonte: Provincia di Belluno